# Nové Pavlovice
Nové Pavlovice – część miasta ustawowego Liberec. Znajduje się w północnej części miasta. Zarejestrowanych jest tutaj 304 adresów i mieszka na stałe około 2 500 osób.